# Psycho-Physiognomik
Als Psycho-Physiognomik bezeichnet man eine aus der Antike entstandene Forschung, welche die Charaktereigenschaften eines Menschen in Archetypen einteilt und diese aus seiner Physiognomie, insbesondere seiner Schädelform, seinen Gesichtsmerkmalen und -formen, ableitet. Es handelt sich um eine Weiterentwicklung der alt-wissenschaftlichen Physiognomik, die mit Elementen der Phrenologie kombiniert wurde.

## Geschichte
Der Begründer dieser Lehre war der Autodidakt Carl Huter (1861–1912), der das Erscheinungsbild eines Menschen nach der jeweiligen Ausprägung der sogenannten Keimblätter beurteilte: Bewegungs-, Empfindungs- und Ernährungs-Naturell. Die drei Keimblätter – das Ektoderm, Mesoderm und Entoderm – entstehen während der Gastrulation, einem entscheidenden Prozess in der Embryonalentwicklung. Diese Phase beginnt in der Regel etwa in der dritten Woche nach der Befruchtung.
Zu Beginn bildet sich die zweischichtige Keimscheibe (bestehend aus Epiblast und Hypoblast) um, und es entsteht eine dreischichtige Struktur mit den drei Keimblättern: 
•	Ektoderm: Entwickelt sich später zu Haut, Nervensystem und Sinnesorganen.
•	Mesoderm: Führt zur Bildung von Muskeln, Knochen, Herz-Kreislaufsystem und anderen Organen.
•	Entoderm: Formt die inneren Auskleidungen von Verdauungs- und Atmungstrakt sowie bestimmte Organe wie Leber und Bauchspeicheldrüse.
Diese Umwandlung findet in der Regel etwa am 16. bis 21. Tag nach der Befruchtung statt. Die drei Keimblätter bestimmen die grundlegende Prägung des Archetyps. Je nachdem, welches Keimblatt dominanter ist, lässt sich diese Ausprägung des Typs nicht nur im Gesicht, sondern auch im gesamten Körper erkennen.
Bei fast allen Menschen seien diese unterschiedlich ausgeprägt. Huter legte mehrere hundert Analysepunkte am menschlichen Schädel fest und schrieb diesen bestimmte Eigenschaften zu. Amandus Kupfer, der Huters Schriften in der ersten Hälfte des 20. Jahrhunderts verlegte, versuchte diese Methode als „wissenschaftlich“ darzustellen. Dies ist bis zu den heutigen Tag nicht gelungen, so bleibt die Psycho-Physiognomik eine empirische Wissenschaft.
Es gibt keine festgelegten, objektivierbaren Kriterien, nach denen die vielen zehntausend Merkmalsmöglichkeiten zu gewichten sind, weshalb die Analyse von dem Wissenschaft des Deutenden abhängt. Hinzu kommt auch die Patho-Physiognomik, die ähnlich wie die Antlitzdiagnose insbesondere am Kopf und im Gesicht erkennen lässt, welche organischen Krankheiten ein Mensch hat oder ob zum Zeitpunkt der Analyse Entzündungen oder andere gesundheitliche Herausforderungen sichtbar sind.
Uwe Peter Kanning, Professor für Psychologie an der Hochschule in Osnabrück, wies seit den 2000er Jahren darauf hin, dass die „unseriöse“ Psycho-Physiognomik – anstelle der im Rückgang begriffenen, ebenso pseudowissenschaftlichen Graphologie – bei der Bildungs- und Personalberatung wieder verstärkt eingesetzt werde und das als gefährlichen Trend bezeichnet.